# Súper Rugby Aotearoa 2020
El Súper Rugby Aotearoa (Aotearoa en Maorí, Nueva Zelanda) de 2020 fue la primera edición del torneo de rugby profesional entre franquicias neozelandesas del Super Rugby.
El torneo se disputó debido a la imposibilidad de continuar el Súper Rugby 2020, relacionado con el cierre de fronteras por la Pandemia de COVID-19.

## Sistema de disputa
El torneo fue una liga donde se enfrentaron todos contra todos, ida y vuelta, en un periodo de 10 semanas y cada equipo tuvo dos semanas libres.

## Equipos participantes

### Clasificación
| Pos. | Equipo      | Encuentros | Encuentros | Encuentros | Encuentros | Tantos | Tantos | Tantos | PB | PB | Puntos |
| Pos. | Equipo      | PJ         | PG         | PE         | PP         | F      | C      | Dif    | BO | BD | Puntos |
| ---- | ----------- | ---------- | ---------- | ---------- | ---------- | ------ | ------ | ------ | -- | -- | ------ |
| 1.º  | Crusaders   | 8          | 6          | 1          | 1          | 219    | 148    | +71    | 3  | 1  | 30     |
| 2.º  | Blues       | 8          | 5          | 1          | 2          | 176    | 149    | +27    | 0  | 1  | 24     |
| 3.º  | Hurricanes  | 8          | 5          | 0          | 3          | 202    | 213    | –11    | 1  | 0  | 21     |
| 4.º  | Highlanders | 8          | 3          | 0          | 5          | 197    | 227    | –30    | 0  | 2  | 14     |
| 5.º  | Chiefs      | 8          | 0          | 0          | 8          | 155    | 212    | –57    | 0  | 5  | 5      |

|  | Campeón. |

## Fase Regular
Se confirmó el fixture

### Fecha 1
| 13 de junio | Highlanders | 28 - 27 | Chiefs | Forsyth Barr Stadium, Dunedin |  |

| 14 de junio | Blues | 30 - 20 | Hurricanes | Eden Park, Auckland |  |

### Fecha 2
| 20 de junio | Chiefs | 12 - 24 | Blues | Waikato Stadium, Hamilton |  |

| 21 de junio | Hurricanes | 25 - 39 | Crusaders | Westpac Stadium, Wellington |  |

### Fecha 3
| 27 de junio | Blues | 27 - 24 | Highlanders | Eden Park, Auckland |  |

| 28 de junio | Crusaders | 18 - 13 | Chiefs | AMI Stadium, Christchurch |  |

### Fecha 4
| 4 de julio | Highlanders | 20 - 40 | Crusaders | Forsyth Barr Stadium, Dunedin |  |

| 5 de julio | Chiefs | 18 - 25 | Hurricanes | Waikato Stadium, Hamilton |  |

### Fecha 5
| 11 de julio | Crusaders | 26 - 15 | Blues | AMI Stadium, Christchurch |  |

| 12 de julio | Hurricanes | 17 - 11 | Highlanders | Westpac Stadium, Wellington |  |

### Fecha 6
| 18 de julio | Hurricanes | 29 - 27 | Blues | Westpac Stadium, Wellington |  |

| 19 de julio | Chiefs | 31 - 33 | Highlanders | Waikato Stadium, Hamilton |  |

### Fecha 7
| 25 de julio | Crusaders | 32 - 34 | Hurricanes | AMI Stadium, Christchurch |  |

| 26 de julio | Blues | 21 - 17 | Chiefs | Eden Park, Auckland |  |

### Fecha 8
| 1 de agosto | Chiefs | 19 - 32 | Crusaders | Waikato Stadium, Hamilton |  |

| 2 de agosto | Highlanders | 21 - 32 | Blues | Forsyth Barr Stadium, Dunedin |  |

### Fecha 9
| 8 de agosto | Hurricanes | 31 - 18 | Chiefs | Westpac Stadium, Wellington |  |

| 9 de agosto | Crusaders | 32 - 22 | Highlanders | AMI Stadium, Christchurch |  |

### Fecha 10
| 15 de agosto | Highlanders | 38 - 21 | Hurricanes | Forsyth Barr Stadium, Dunedin |  |

| 16 de agosto                                                                     | Blues | 0 - 0   | Crusaders | Eden Park, Auckland |  |
|                                                                                  |       | Reporte |           |                     |  |
| El partido fue declarado como empate debido al brote de Coronavirus en Auckland. |       |         |           |                     |  |

| Bandera de Nueva Zelanda |
| Campeón Crusaders        |
| Primer título            |